# ملایی
ملایی یا ملائی از نام‌های خانوادگی برای بعضی افراد است، از جمله:
- کاظم ملایی نویسنده و کارگردان سینما
- سعید ملائی جودوکار
- نازنین ملائی قایق‌ران
- مهدی ملائی نویسنده، شاعر و حقوقدان ایرانی ( زاده ۷ آبان 1365 در شهرستان شاهرود ) مولف بیش از بیست جلد کتاب میباشد.